# إنريكي ريفيرو بيريز
إنريكي ريفيرو بيريز (بالإسبانية: Quique Rivero)‏ (16 أبريل 1992 بكابيزون دي لا سال في إسبانيا - ) هو لاعب كرة قدم إسباني في مركز الوسط. لعب مع راسينغ سانتاندير.

## وصلات خارجية
- إنريكي ريفيرو بيريز على موقع قاعدة بيانات كرة القدم.إي يو (الإنجليزية)
- إنريكي ريفيرو بيريز على موقع Soccerway.com (الإنجليزية)
- إنريكي ريفيرو بيريز على موقع AS.com (الإسبانية)